# 462 km
462 km (ros. 462 км) – przystanek kolejowy w pobliżu miejscowości Sołoniec, w rejonie rudniańskim, w obwodzie smoleńskim, w Rosji. Położony jest na linii Smoleńsk - Witebsk. Jest ostatnim punktem zatrzymywania się składów pasażerskich w Rosji przed granicą z Białorusią.
Obecnie przystanek jest nieczynny.